# Ricardo Montero
Ricardo Montero (San José, 1986. március 6. –) Costa Rica-i nemzetközi labdarúgó-játékvezető.

## Pályafutása

### Nemzeti játékvezetés
Montero a Costa Rica-i élvonalban vezet mérkőzéseket.

#### Nemzeti kupamérkőzések

##### Costa Rica-i kupa
2015-ben és 2022-ben is ő vezette az Costa Rica-i kupadöntőt. 
| Időpont            | Helyszín | Mérkőzés típusa | Mérkőzés             | Eredmény           |
| ------------------ | -------- | --------------- | -------------------- | ------------------ |
| 2015. november 19. | San José | Döntő           | Cartaginés-Herediano | 1 : 1 (b.u. 3 : 1) |
| 2022. december 21. | Cartago  | Döntő           | Cartaginés-Herediano | 2 : 0              |

### Nemzetközi játékvezetés
Montero 2011 óta FIFA nemzetközi játékvezető. Első válogatott mérkőzése 2014. szeptember 6-án egy Saint Kitts és Nevis-Dominikai közösség (5:0) Karibi kupa mérkőzés volt. 

#### Világbajnokság
Montero tagja volt a 2018-as labdarúgó-világbajnokságra nevezett játékvezetői stábnak, azonban egyetlen mérkőzésen sem lépett pályára.

#### Copa América
A 2016-os Copa Américan ő vezette a Panama-Bolívia (2:1) csoportmérkőzést.

##### 2016-os Copa América
| Időpont         | Helyszín | Mérkőzés típusa | Mérkőzés       | Eredmény |
| --------------- | -------- | --------------- | -------------- | -------- |
| 2016. június 7. | Orlando  | Csoportkör      | Panama-Bolívia | 2 : 1    |

#### Nemzetközi kupadöntők
Montero fújta a sípot a 2018-as CONCACAF-bajnokok ligája döntőjének első mérkőzésén (Toronto FC–Guadalajara (1:2)).

##### CONCACAF-bajnokok ligája
| Időpont           | Helyszín | Mérkőzés típusa | Mérkőzés               | Eredmény |
| ----------------- | -------- | --------------- | ---------------------- | -------- |
| 2018. április 17. | Toronto  | Döntő           | Toronto FC–Guadalajara | 1 : 2    |

## Külső hivatkozások
- Ricardo Montero. soccerway.com. (Hozzáférés: 2023. június 12.)
- Ricardo Montero. football-lineups.com. (Hozzáférés: 2023. június 12.)